# Brampton (North East Derbyshire)
Brampton – civil parish w Anglii, w hrabstwie Derbyshire, w dystrykcie North East Derbyshire. Leży 35 km na północ od miasta Derby i 212 km na północny zachód od Londynu. W 2011 roku civil parish liczyła 1201 mieszkańców.